# 光之塔 (動畫)
光之塔是台灣導演紀柏舟在2010年推出的動畫作品，內容表現父母看望、守護並等待遊子的心境。作品入圍「學生奧斯卡」(Student Academy Awards)，及榮獲洛杉磯國際新潮流電影節、加州電影獎等19項獎項。 总共拿下28項國際影展大獎。作者由于看了怪獸電力公司和神隱少女所以走向制作动画，除了本作外还有如《回憶抽屜》、《急救時刻》等作品。